# В плену у моды
«В плену у моды» (англ. Fashion; хинди फैशन) — индийский фильм режиссёра Мадхура Бхандаркара, вышедший в прокат 29 октября 2008 года. Его называют лучшим фильмом Болливуда, ориентированным на героиню. Актрисы Приянка Чопра и Кангана Ранаут получили за исполнение своих ролей несколько кинопремий, в том числе Filmfare Awards и Национальную кинопремию Индии.

## Сюжет
Уроженка Чандигарха Мегхна Матхур имеет заветную мечту — стать супермоделью. Для этого она собирает портфолио и отправляется в Мумбаи. Здесь она встречает своего давнего знакомого Рохита, который становится её проводником в мире моды. Ей приходится через многое пройти, чтобы осуществить свою цель: сняться в рекламе нижнего белья, ходить на ненужные тусовки. Оборотная сторона фешен-индустрии удивляет Мегхну, но она упорно движется к цели и достигает её. Но, как оказалось, удержаться на вершине сложнее, чем забраться на неё…
Параллельно с тем, как карьера Мегхны идёт в гору, уже известная супермодель Шонали Гуджрал падает всё ниже и ниже. Её пристрастие к наркотикам оставляет её без работы и жилья. И в итоге приводит к смерти.

## В ролях
- Приянка Чопра — Мегхна Матхур
- Кангана Ранаут — Шонали Гуджрал
- Мугдха Годсе[англ.] — Джанет Секуэйра
- Арбааз Хан[англ.] — Абхиджит Сарин, модельный магнат
- Радж Баббар[англ.] — отец Мегхны
- Киран Джунея — мать Мегхны
- Ашвит Мушран — Рохит Кханна, начинающий дизайнер
- Арджан Баджва — Маанав
- Самир Сони — Рахул Арора, дизайнер
- Киту Гидвани — Аниша Рой, глава модельного агентства
- Сучитра Пиллай-Малик — Авантика Сарин, жена Абхиджита

Конкона Сен Шарма, Ранвир Шорей, Маниш Малхотра, Каран Джохар, Мадхур Бхандаркар — в роли самих себя.

## Критика
Кинокритик Таран Адарш с сайта Bollywood Hungama оценил фильм на 3,5 звезды из 5, заключив, что «в целом, „В плену у моды“ обладает огромной антикварной ценностью».

## Награды и номинации
Filmfare Awards
- Лучшая женская роль — Приянка Чопра
- Лучшая женская роль второго плана — Кангана Ранаут
- Номинация Лучший женский дебют — Мугдха Годсе[англ.]
- Номинация Лучший женский закадровый вокал — Неха Бхасин[англ.]
- Номинация Лучший женский закадровый вокал — Шрути Патхак[англ.]
- Номинация Лучшая режиссура — Мадхур Бхандаркар[англ.]
- Номинация Лучший сценарий — Аджай Монга, Мадхур Бхандаркар

Национальная кинопремия
- Лучшая женская роль — Приянка Чопра
- Лучшая женская роль второго плана — Кангана Ранаут